# Żarnowiec Elektrownia Wodna
Żarnowiec Elektrownia Wodna – przystanek kolejowy na rozebranej linii kolejowej Rybno Kaszubskie – Żarnowiec Elektrownia Jądrowa.
Przystanek ten powstał w latach 80. na potrzeby budowanej Elektrowni Jądrowej Żarnowiec. Do 30 maja 1992 na stację docierały składy SKM w Trójmieście.
Stacja została zamknięta w 2001 roku, a w marcu 2005 została rozebrana.